# Provincial championships
Un Provincial Championship è un campionato di uno degli Sport gaelici ( Calcio gaelico, hurling o Camogie) che vede contrapposte o le contee o i club di una particolare  provincia irlandese. Le sfide sono sempre ad eliminazione diretta. In Irlanda ci sono quattro Provincial councils, che corrispondono alle quattro province: Ulster, Munster, Leinster e Connacht. Esiste anche un provincial council britannico a cui fanno a capo i county boards d'oltremanica.